# Траверсе, Александр Иванович (старший)
Маркиз Александр Иванович де Траверсе (10 марта 1780, План, близ Мудона (Швейцария) — 18 февраля (2 марта) 1850, Архангельск) — русский вице-адмирал.

## Биография
Сын морского министра маркиза И. И. де Траверсе и Мари-Мадлен де Риуф. Родился в эмиграции в Швейцарии, на полпути из Лозанны во Фрибур, при крещении получил имя Жан-Франсуа (Jean-François Prévost de Sansac). В семье носил прозвище Фан-Фан.
1 января 1793 года «поступил на службу в гардемарины». В 1794—1799 годах находился при Роченсальмском порте.
20 марта 1796 года по просьбе отца получил чин мичмана, пожалованный Екатериной II при рождении его младшему брату Александру, поскольку младенец опасно заболел. Вместе с чином получил и имя брата.
В 1799—1802 гг. командовал яхтой «Роченсальм», и совершал ежегодные плавания между Роченсальмом и островом Лехма.
10 марта 1804 года произведён в лейтенанты. В 1808 году переведён на Черноморский флот. На бриге «Панагия» ходил в Азовском и Чёрном морях, затем был командирован в Херсон адъютантом к контр-адмиралу А. В. фон Моллеру. Одновременно командовал при Херсонском порте брандвахтенной канонеркой № 75.
В 1809 году назначен смотрителем штурманского училища в Николаеве. В следующем году переведён в Кронштадт, и определён в гвардейский экипаж. На фрегате «Амфитрида» ходил у Красной Горки.
1 января 1811 года произведён в капитан-лейтенанты и снова переведён на Черноморский флот. На корабле «Анапа» в составе отряда капитана 1-го ранга М. Т. Быченского 24 июля участвовал в захвате у Пендараклии двух турецких кораблей. Назначен командиром захваченного корвета «Шахин-Гирей», который привел в Севастополь. В 1812 и 1814 командовал этим судном в военных и учебных походах.
В 1815 году командовал в Николаеве 58-м корабельным экипажем. В 1816 году командовал яхтой Твердая, перевозившей великого князя Николая Павловича из Керчи в Таганрог, и был награждён бриллиантовым перстнем.
15 февраля 1817 года произведён в капитаны 2-го ранга и назначен капитаном над Херсонским портом.
20 февраля 1820 года определён в советники Херсонской контрольной экспедиции с переименованием в чиновники VI класса. В 1823 году первоприсутствующий Казанской адмиралтейской конторы в чине V класса.
14 октября 1827 года назначен вице-директором кораблестроительного департамента, с 1830 состоял при департаменте уделов.
20 сентября 1832 года стал председателем Казанской палаты уголовного суда. В следующем году переименован в статские советники.
25 мая 1834 года произведён в действительные статские советники, в 1834—1835 исправлял должность начальника Казанской губернии.
В 1837 году вернулся на службу в морское ведомство, переименован в генерал-майоры и назначен состоять членом общего присутствия морского интендантства.
В 1837—1841 гг. участвовал в заготовке провианта и леса для Петербургского порта.
20 апреля 1842 года назначен исправлять должность военного губернатора и главного командира Архангельского порта, 6 декабря 1843 переименован в контр-адмиралы с утверждением в должности.
30 августа 1848 года произведён в вице-адмиралы.
Владелец двухэтажного дома в Казани и 215 душ крестьян в Казанской губернии.

## Награды
- орден Святого Владимира 4-й ст. (1818)
- орден Святой Анны 2-й ст. (28 января 1824)[5]
- орден Святого Георгия 4-го класса (№ 5690, 1 декабря 1838) за 25-летнюю службу в офицерских чинах
- орден Святого Владимира 3-й ст. (1839)
- орден Святого Станислава 1-й ст. (12.03.1847)

## Семья
1-я жена: Языкова Надежда Николаевна, дочь Николая Львовича Языкова
Дети:
- маркиз Иван Александрович де Траверсе (1822 — после 10.03.1858), капитан-лейтенант, участник обороны Севастополя, дважды контужен в боях на Малаховом кургане
- София Александровна де Траверсе
- Анна Александровна де Траверсе (15.12.1817 г.р.)[6]
- еще одна дочь

2-я жена: Маргарита Карловна Гельман, владела в Казанском уезде 3052 десятинами земли и крепостными в количестве 501 души, и в Лаишевском уезде 2643 десятинами земли и 476 душами
Дети:
- Леонид Александрович де Траверсе (21.05.1836 — 30.08.1891), генерал-майор с 1882 г.
- Александр Александрович де Траверсе (1840—1891), офицер лейб-гвардии
- Константин Александрович де Траверсе (1842—1850)
- Николай Александрович де Траверсе (1844—1880)
- Мария Александровна де Траверсе (1848—1914). Муж: Амилахвари

### Комментарии
1. ↑  В словаре Половцова и некоторых современных справочниках указан 1780 год рождения, невозможный хронологически